# Ricensia micrastigma
Ricensia micrastigma är en fjärilsart som beskrevs av William James Kaye 1927. Ricensia micrastigma ingår i släktet Ricensia och familjen nattflyn. Inga underarter finns listade.